# Выгода (Хмельницкий район)
Вы́года (укр. Вигода) — село в Хмельницком районе Хмельницкой области Украины.
Население по переписи 2001 года составляло 107 человек. Почтовый индекс — 31242. Телефонный код — 3845. Занимает площадь 0,55 км². Код КОАТУУ — 6820981903.

## Местная власть
31200, Хмельницкая обл., Хмельницкий р-н, г. Волочиск, ул. Независимости, 88